# Orizont (revistă)
Orizont este o revistă literară a Uniunii Scriitorilor din România, editată în colaborare cu Centrul pentru Dialog Multicultural „Orizont”. Revista apare la Timișoara neîntrerupt din 1964.

## Istoric
Scrisul bănățean a apărut între 1 august 1949 și 31 decembrie 1963 ca revistă a filialei Timișoara a Uniunii Scriitorilor din R.P.R. De la numărul 2/1962 a purtat subtitlul: Revistă a Uniunii Scriitorilor din R.P.R.
Numele Scrisul bănățean părea a fixa doar obiective regionaliste, așa că în ianuarie 1964 revista a primit numele de „Orizont”.
Schimbarea titlului revistei a avut ca scop concentrarea „eforturilor colaboratorilor de a-și lărgi orizontul preocupărilor prin ridicarea nivelului calitativ al creației, asigurând, în același timp, și o mai largă răspândire a revistei, o legătură mai strânsă cu cititorii”, obiectiv anunțat pe prima pagină, a primei apariții. Pe atunci, publicația apărea lunar în format tip carte până în 1972, când s-a transformat în săptămânal social-politic și literar artistic.
Publicația continuă să fie editată cu acest titlu și după apariția seriei noi a revistei Scrisul bănățean, în anul 2012.

## Periodicitate
A apărut lunar între ianuarie 1964 și mai 1972, săptămânal între 4 mai 1972 și octombrie 1992, bilunar între 8 octombrie 1992 și 14 iulie 1993 și lunar din 28 iulie 1993.

## Redacția
Redactori-șefi: Alexandru Jebeleanu (1964–1971), Ion Arieșanu (1971–1989) și Mircea Mihăieș (din 1990). 